# Godofredo II de Gâtinais
Godofredo II de Château-Landon (fallecido en 1043 o 1046), conde de Gâtinais Era hijo de Hugues du Perche y Béatrice de Mâcon, hija de Aubry II de Mâcon.  Se casó en torno a 1035 Ermengarda de Anjou, hija de Fulco III, conde de Anjou  que después de la muerte de Godofredo se casó con Roberto I, duque de Borgoña . 

## Descendencia
Godofredo y Ermengarde tuvieron tres hijos:
- Hildegarda de Château-Landon, se casó hacia 1060 con Joscelino de Courtenay[4]; este fue el padre de Joscelino I de Edesa con otra pareja.
- Godofredo III (1040 - 1096)[2][4]
- Fulco IV (1043 - 1109)[2][4]